# 矢送村
矢送村（やおくりそん）は、鳥取県東伯郡にあった村。現在の倉吉市の一部にあたる。

## 地理
小鴨川の中流右岸、矢送川の流域に位置していた。

## 歴史
- 1889年（明治22年）10月1日、町村制の施行により、久米郡関金宿、郡家村、山口村が合併して村制施行し、矢送村が発足[1][2]。旧村名を継承した関金宿、郡家、山口の3大字を編成[2]。役場を関金宿に設置[3]。
- 1896年（明治29年）4月1日、郡の統合により東伯郡に所属[2]。
- 1924年（大正13年）電気点灯[2]
- 1953年（昭和28年）4月1日、東伯郡南谷村、山守村と合併し、町制施行し関金町を新設して廃止された[1][2]。合併後、関金町大字関金宿、郡家、山口となる[2]。

## 産業
- 農業[2]
- 農家の副業は大正から昭和初期は養蚕、その後1955年（昭和30年）頃まで製炭が盛んであった[2]。

## 交通

### 乗合バス
- 1935年（昭和10年）鳥取県道・岡山県道倉吉江府線（鳥取県道・岡山県道7号江府中和用瀬線 → 国道482号の前身）倉吉 - 山口間のバス路線開設[2]。

## 橋梁
- 1937年（昭和12年）関金橋が鉄筋橋となる[2]。

## 教育
- 1891年（明治24年）矢送尋常小学校開校[4]。1919年（大正8年）矢送尋常高等小学校に改称[4]。1941年（昭和16年）矢送国民学校を経て1947年（昭和22年）矢送小学校に改称し、1958年（昭和33年）3月に閉校[4]。（参照：倉吉市立関金小学校）

## 名所・旧跡
- 地蔵院（木造地蔵菩薩半跏像が重要文化財。指定は合併後）[3]